# Mursa
Mursa je ime rimske kolonije u provinciji Panoniji. Pronađena arheološka građa na širem području današnjeg Osijeka upućuje na zaključak o kontinuiranoj prisutnosti rimske vojske od vremena Augusta i Tiberija sve do vremena vladavine cara Vespazijana u vidu kastela, a kasnije rimskog vojnog logora. 

## Razvoj naselja
Na jedinom pogodnom prijelazu preko donjeg toka Drave, panonsko pleme Andizeti su podigli Mursu, svoje najveće naselje. Ime mu saznajemo zahvaljujući brojnim epigrafičkim svjedočanstvima, dok se u literaturi spominje tek kod Klaudija Ptolemeja u 2. st.
Arheološka istraživanja pokazala su da je Mursa bila oveće naselje koje su Rimljani osvojili neposredno prije ili za vrijeme Tiberijevog panonskog rata koji je trajao od 12. do 9. godine prije Krista. Naime, nakon osvajanje Murse važnog geostrateškog položaja Rimskog Carstva uvidjelo se da u tom djelu sjeverna granica Carstva ne može biti rijeka Drava, stoga je bila pomaknuta i povučena između dviju utvrda na limesu (Ad Militare i Ad Novas), tj. između današnjih južnobaranjskih mjesta Batine i Zmajevca. Čini se da je u ovom slučaju važnu ulogu odigralo šire gradsko područje Murse čija se cjelovitost možda željela poštovati i u krajevima sjeverno od Drave, jer je naselje bilo smješteno na samoj rijeci.  
Na tom mjestu uz Dravu prvotno je izgrađen drveno-zemljani kastel, iz kojeg se kasnije razvila kolonija koja je ležala na prostoru Donjega grada. Točna godina proglašenja Murse kolonijom nije pouzdano utvrđena, no na osnovi natpisa pretpostavlja se da se to dogodilo 133. Natpis je bio isklesan na bijeloj mramornoj ploči koja je najvjerojatnije bila ugrađena u jednu od javnih zgrada. Prilikom osnivanja svi su građani bili uključeni u tribus Sergia kojoj je pripadao i car, a kolonija je dobila pridjev Aelia po carevom gentiliciju. Puni naziv glasio je Colonia Aelia Mursa ili Colonia Aelia Mursensium.
Veliki broj znanstvenika smatra da je u Mursi početkom 2. stoljeća podignut legijski logor, no, nažalost, tu je tvrdnju teško dokazati jer je na tom prostoru izgrađen suvremeni Osijek.
Mursa je nastala u tri graditeljske faze. Prvu fazu čine Hadrijanovi graditeljski pothvati. Nakon Markomanskih ratova, krajem 2. stoljeća započinje druga faza, tj. obnova Murse i izgradnja novih zgrada u razdoblju careva iz dinastije Severa. Posljednja faza započinje za vrijeme Dioklecijana i traje do provale zapadnih Gota koji su opustošili i opljačkali Panoniju.

## Struktura naselja
Mursa je bila pravokutnog oblika okružena dvostrukim bedemima. Gradsko je područje bilo podijeljeno na blokove zgrada. Grad je imao izgrađen gradski vodovod s kanalizacijom, javne i privatne terme i amfiteatar. Na sjecištu glavnih cesta (cardo i decumanus) nalazio se forum s javnim zgradama, kurijom, bazilikom, aerariumom (financijski ured) i tabernama (tržnica). Nažalost, danas ne možemo točno utvrditi točan izgled grada jer je na njenom mjestu izgrađen današnji Donji grad prije nego što su izvedena arheološka istraživanja, a mnogi su važni nalazi, zasigurno, zazidani ili utrošeni kao građevinski materijal. 
O ostacima Murse pisali su austrijski general L. F. Marsigli (17. st.), te W. F. Taube i M. P. Katančić (18. st.) koji je napravio prvu rekonstrukciju plana Murse. 
Katančić je locirao most preko Drave koji se nalazio kod današnje Ribarske ulice. Imao je šest potpornih stupova, a preko njega je vodila cesta prema Bilju. Zapisi o vidljivim ostacima mosta zabilježeni su u literaturi u 18. stoljeću.
Posljednju rekonstrukciju je napravio R. Franjetić koju je objavila znamenita osječka povjesničarka Danica Pinterović u svojoj knjizi "Mursa i njeno područje u antičko doba". Prema njegovoj rekonstrukciji Mursa je bila pravokutnog oblika, a za razliku od Katančića, prema njemu je bio utvrđen i sjeverni dio uz rijeku Dravu. Površina grada iznosila je 516800 kvadratnih metara. 
Mursa se nalazila na raskrižju rimskih cesta pa je tako kroz nju prolazila cesta prema sjeveru, tj. Akvinkumu, cesta uz Dravu (od Petoviona) je nastavljala na istok do Cibala,  Sirmiuma pa do Singiduna, a, također, cestom je bila spojena i s Certissom te jednim odvojkom i s granicom na Dunavu, tj. limesom. Ova dobra prometna povezanost dokazuje da je Mursa, osim vojničkog, bila i važno gospodarsko središte rimske južne Panonije.

## Bitka kod Murse
Kod Murse se 351. godine odigrala velika bitka za prijestolje između Konstancija II. i Magnencija. Iako su bitci kod Murse njezini suvremenici pridali epohalan značaj i označili je kao svojevrsnu povijesnu razdjelnicu nakon koje su stvari po Carstvo krenule nizbrdo, ona u stvarnosti nije odigrala takvu ulogu. Doduše, neposredni učinak bitke s obzirom na mnogobrojnost žrtava nikako nije zanemariv. To najbolje pokazuje i Konstancijev oprez s kojim je dalje nastupao protiv Magnencija – protucar je u potpunosti poražen tek gotovo pune dvije godine nakon bitke kod Murse – jer zacijelo nije želio nepotrebno povećati gubitke forsiranjem borbe. Rat je zasigurno imao znatne posljedice po stanovništvo na prostoru između Save i Drave, jer je taj dio Panonije bio poprištem najžešćih borbi. Izvori govore da je Konstancije, nakon pobjede, zaplakao gledajući tijela poginulih vojnika koja su bili razasuta na prostoru oko Murse ili su plutala Dravom. U tom jednom od najvećih carskih bojeva poginulo je s obje strane oko 54000 vojnika. Krajem 4. st. Mursu su opustošili Goti, a 441. Huni, kada je najvjerojatnije prestala rimska uprava u Panoniji.

## Život i običaji

### Obrtničke radionice
U vrijeme nastajanja kolonije Murse možemo pretpostaviti da su postojale obrtničke radionice koje su proizvodile različite uporabne predmete za potrebe lokalnog stanovništva. Jedan od najrazvijenijih obrta svakako je bio lončarski što nam potvrđuju nalazi lončarskih peći, te brojni kalupi za proizvodnju posuđa, svjetiljki i keramoplastike. Lončari su najčešće izrađivali običnu keramiku za svakodnevnu uporabu: lonce, tanjure, zdjele, vrčeve i ostale vrste keramičkih predmeta. Među mnogobrojnih keramičkih predmeta pronađenim na području nekadašnje Murse očuvanošću i brojem posebno se ističu svjetiljke. Dolaskom Rimljana u ovo područje započela je primjena novih građevinskih materijala opeke, vapna, i fino obrađenog kamena. O proizvodnji opeka o radu ciglana na području Murse govore nam pronađene opeke s pečatima. Na osnovi pečata IMP. HAD; IMP.; IMP. N i CAE. N možemo zaključiti da su prve carske ciglane u Mursi proizvodile opeku u vrijeme cara Hadrijana i Antonina Pia. Natpis „ collegae lapidari“  koji je uklesan na nadgrobnoj steli Valerija Marcijala nepobitan je dokaz o postojanju klesarske radionice u Mursi.

### Trgovina
Zbog povoljnog položaja na križištu cesta i plovnosti rijeke Drave, Mursa je bila značajno trgovačko središte u Panoniji. U Mursi je pronađeno najviše posuda od posebne fine keramike – terra sigillate. Karakteristika ove vrste keramike je sijana crvena prevlaka koja se dobivala pečenjem pri temperaturi od devetsto stupnjeva celzijusa.  U Mursi pronađeni brončani predmeti potječu iz I. – IV. stoljeća, a najčešće su izrađivani u galskim i južnim radionicama. Osim brončanog posuđa, brončanih svjetiljki i brončanih figurica uvozom u Mursu dolazile su fibule. Najviše su zastupljene lukovičaste fibule. Predmeti od stakla su uvozili iz Italije, Galije i Sredozemlja. Većina predmeta od stakla u Antičkoj zbirci Muzeja Slavonije su grobni prilozi, dok su se od svakodnevnog staklenog posuđa sačuvali samo manji fragmenti. Uvozom iz Italije u Mursu je pristizalo prstenje s gemama. Gema je umjetnički obrađen dragi ili poludragi kamen s, u negativu urezanim minijaturnim likovima božanstva, pastolarnim scenama, portretima, životinjama i raznolikim ornamentima. Geme su osim ukrasa služile i kao pečati.Posebno vrijedan podatak koji nam svjedoči o razvijenoj trgovini u Mursi napisana ploča gradskog vijećnika Gaja Emilija Homulina, koji je dao sagraditi tržnicu s 50 taberni, te žrtvenik posvećen bogu Mitri gdje se spominje trgovac Barbilus.

### Vjerovanja
Na području Murse dosad nije pronađen niti jedan hram. O religiji možemo govoriti na osnovi brojnih pronađenih žrtvenika, reljefa, sitne plastike od kamena, bronce, kosti i gline, te prikaza božanstava na svjetiljkama i posudama. Na temelju pronađenih žrtvenika možemo zaključiti da je u koloniji Mursi najviše štovan bog Jupiter. Na području Osijeka je ukupno 35 žrtvenika, 15 je posvećeno vrhovnom božanstvu Jupiteru. Do danas je u Mursi pronađeno 2 žrtvenika posvećena kapitolskom trojstvu (Jupiter, Junona i Minerva). O štovanju i omiljenosti Herkula u Mursi svjedoči nam pronađena brončana i kamena plastika. Dvije skulpture Merkura s područja Osijeka svjedoče nam o njegovom štovanju. Među domaćim božanstvima, koji su bili uključeni u pantenon rimskih bogova, najpoznatiji je bog Silvan, kojeg je štovalo stanovništvo autohtonog porijekla. U vrijeme dinastije Severa štovanje egipatskih kultova u Mursi bilo je na vrhuncu. Kamena stela posvećena Izidi, Ozirisu i božici Neftis, šaupti statua od terakote te fragment stele posvećen Serapisu svjedoče nam o tome da je u Mursi bilo štovatelja egipatskih kultova. Od orijentalnih kultova najpopularniji je bio kult Mitre, o čemu nam svjedoči fragmentirane zavjetne ploče na kojima je reljefno prikazano žrtvovanje bika te jedan žrtvenik. Postojanje Kibelina kulta u Mursi dokazuje mramorna statua koja se nalazi u njenom svetištu kao i statua od gline, proizvod domaće radionice za kućno svetište.

### Ukapanje i nadgrobni spomenici
Skeletno ukapanje pojavljuje se već krajem drugog stoljeća, a od predmeta koji se mogu naći u grobovima najčešći su dijelovi nošnje ili ukrasni predmeti (fibule, naušnice, ogrlice, prstenje, narukvice i ukosnice). Pokojnici su polagani u obične grobne jame, grobnice od opeke ili sarkofage. Najreprezentavniji način pokapanja u rimsko doba bilo je polaganje pokojnika u sarkofag. Sarkofag je sanduk isklesan od jednog komada kamena, dok je od drugog komada načinjen poklopac. Do danas je na području Murse pronađeno petnaest sarkofaga od kojih je jedanaest potpuno sačuvano. Sarkofazi s područja Murse izgrađivani su od kamena vapnenca, dopremljenog iz Sirača i Lipovljana u Slavoniji. Pretpostavlja se postojanje radionice za izradu sarkofaga u Mursi. Rimljani su grobna mjesta označavali kamenim spomenicima. Stele su kamene ploče visine preko dva metra koje su postavljene u kamenu bazu koja se nalazila ispod površine zemlje. Stele sadržavaju natpis s osnovnim podatcima o pokojniku: ime, dob, zvanje ili status, a ponekad i tko podiže spomenik. Vrlo često na stelama se nalazi uklesan lik pokojnika. Na području Murse pronađeno je šest stela većinom na južnoj strani Trga bana Josipa Jelačića „In situ“. U osječkoj zbirci nadgrobnih spomenika sačuvana je samo jedna nadgrobna ara. Aru od vapnenca s profiliranim natpisnim poljem, podigao je carski prokurator Emilijan u spomen na sina Kv. Korvinija Severijana.